# TurboGrafx-16

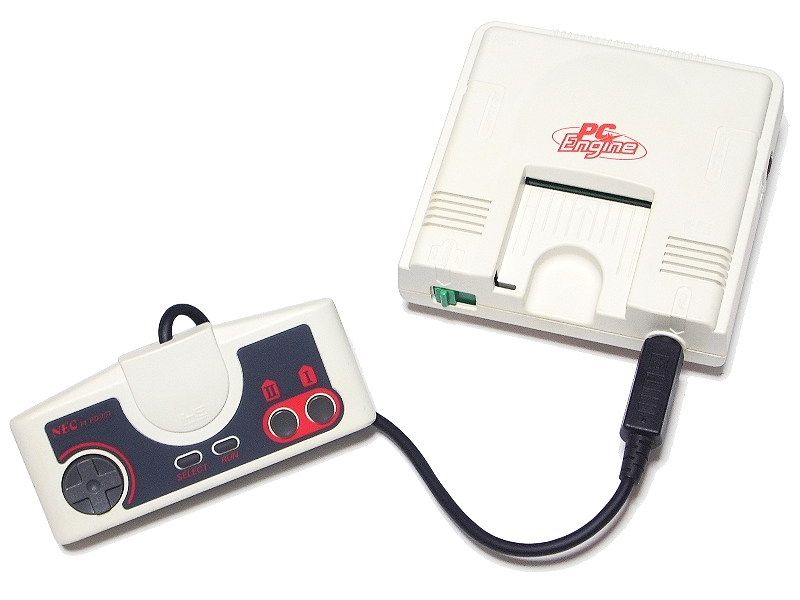
Japoński PC Engine

TurboGrafx-16 – 8-bitowa konsola z 16-bitowym układem graficznym, wydana po raz pierwszy 30 października 1987 roku w Japonii, gdzie znana jest pod nazwą PC Engine. Swoją premierę w Ameryce Północnej konsola miała 29 sierpnia 1989. TurboGrafx-16 nie miał oficjalnej premiery w regionie PAL, ale bardzo ograniczona liczba konsol trafiła głównie na rynek Wielkiej Brytanii.
Konsola powstała dzięki współpracy pomiędzy Hudson Soft (odpowiedzialny głównie za produkcję chipów) oraz NEC. Charakterystyczną cechą konsoli był jej niewielki rozmiar, osiągnięty głównie dzięki zastosowaniu tylko trzech układów scalonych oraz używania niewielkich, przypominających karty płatnicze nośników danych, znanych pod nazwą „HuCard” (od Hudson Card; w wersji Amerykańskiej znana bardziej jako „TurboChip”). TurboGrafx-16 był pierwszą konsolą, używającą jako nośnika danych płyty CD-ROM.
Początkowo PC Engine osiągnął znaczny sukces w Japonii, gdzie cieszył się lepszymi wynikami sprzedaży niż nawet Nintendo Famicom. Japońska popularność konsoli nie przekładała się jednak na zainteresowanie w Ameryce Północnej, gdzie konsola nie sprzedawała się tak dobrze, głównie z powodu słabego wsparcia twórców oraz wydawców gier.

## Specyfikacja techniczna

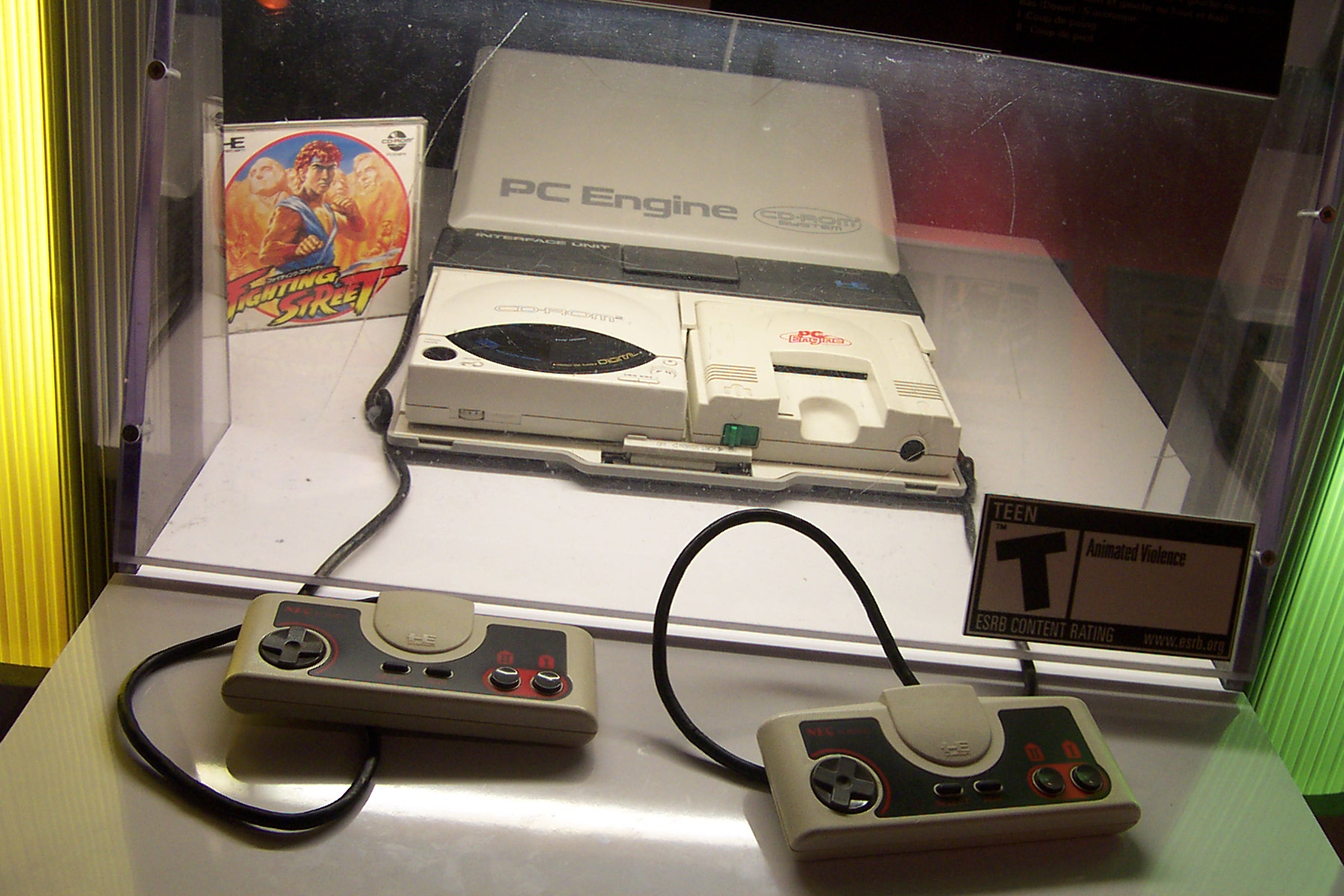
PC Engine wraz z napędem CD-ROM

- CPU: 8-bitowy układ HuC6280A, 1,79 lub 7,16 MHz (w zależności od potrzeb programu), zintegrowany z układem I/O.
- GPU1: 16-bitowy układ HuC6260 Video Color Encoder (VCE),
- GPU2: 16-bitowy układ HuC6270A Video Display Controller (VDC).
- rozdzielczość:
  - w poziomie: 256, 352 lub 512 pikseli
  - w pionie: maksymalnie do 242 pikseli
  - większość gier wykorzystywała rozdzielczości 256×240, niektóre jak np. Sherlock Holmes Consulting Detective używały znacznie wyższej rozdzielczości – 512×224; istniała także możliwości wyświetlania obrazu w rozdzielczości 512×240, jednakże nie była ona oficjalnie wykorzystywana
- kolory
  - głębia koloru: 9 bit
  - dostępne kolory: 512
  - liczba kolorów na ekranie: maksymalnie do 482 (241 dla tła (ang. background), 241 dla duszków)
  - paleta: maksymalnie do 32 (16 dla elementów tła, 16 dla duszków)
  - liczba kolorów dla palet: do 16
- duszki (ang. sprites):
  - liczba jednocześnie wyświetlanych duszków: do 64
  - wielkości duszków: 16×16, 16×32, 16x64, 32×16, 32×32, 32×64
  - paleta: każdy duszek może używać do 15 unikatowych kolorów (jeden zarezerwowany jako przezroczysty kolor) z dostępnych 16 palet kolorów.
- warstwy (ang. layers): HuC6270A VDC był w stanie wyświetlić tylko jedną warstwę duszków. Mogły one jednakże być umieszczone zarówno za, jak i przed elementami tła.
- elementy tła – „kafelki” (ang. tiles):
  - wielkość: 8×8
  - paleta: Każda płytka może użyć do 16 kolorów z jednej z dostępnych 16 palet dla elementów tła. Jednakże pierwszy kolor każdego tła musi być taki sam dla wszystkich palet tła.
  - warstwy: HuC6270A VDC wyświetlał tylko jedną warstwę tła.
- pamięć
  - robocza pamięć RAM: 8 KB
  - pamięć graficzna: 64 KB
- możliwości dźwiękowe
  - 6 kanałów audio opartych na syntezie tablicowej, programowanych bezpośrednio przez CPU – HuC6280A.
  - częstotliwości kanałów: 111,87 kHz
  - głębia: 5 bit
- nośnik danych
  - HuCard (Turbo Chip w USA)
  - CD: PC Engine było pierwszą domową konsolą wykorzystująca jako nośnik danych CD-ROM; powstała do tego specjalna, osobna przystawka, o nazwie CD-ROM² / TurboGrafx-CD[1]